# Красноїльськ
Красної́льськ (рум. Crasna Ilschi) — селище Чернівецького району Чернівецької області. Адміністративний центр Красноїльської селищної громади.
Від Чернівців — 40 км, від Сторожинця — кілометрів 20 (автошлях Т 2608), від Чудея — близько 6 км. А ще за 8 км — пункт пропуску на кордоні з Румунією: Красноїльськ—Вікову де Сус. Більшість мешканців селища етнічні румуни і розмовляють румунською.

## Географія
На південно-східній стороні від селища бере початок річка Білка Маре, ліва притока Сучави.
На південному сході від присілка селища бере початок річка Шикова, Лаура  ліва притока Сучави.
Практично посередині селища протікає річка Серетель, яка є притокою Малого Серету, басейн Дунаю.
Найвищою місцевістю поселення є гора Петроушка.

## Історія

### Найдавніші згадки
Поширена версія, що поселення, як і місто Чернівці, вперше згадано в грамоті молдавського господаря Олександра Доброго — тільки не в 1408 р., а в 1431 р.. Згідно з документом, боярин Іван Купчич отримав підтвердження на володіння низкою сіл над верхньою течією річки Серет, зокрема йому перейшла половина села від Красного («половина о(т) Красного»). Українські і румунські дослідники одностайні в думці, що мова йде про поселення, відоме протягом кількох століть як Красна — нинішній Красноїльськ.
Новітні дослідження уможливлюють уточнити, що найдавнішою згадкою про Красноїльськ можна вважати 1 липня 1403 року, коли воєвода Олександр Добрий нагородив боярина Мудричку місцевістю під назвою Красний Потік. Назва походить від однойменного потоку, на березі якого розміщувалися в той час  два села під назвами Комановці і Кременещі. Їх ідентифікують з нинішніми поселеннями Чудей і Красноїльськ .
Ототожнення Красного Потоку з річкою Серетель і місцевістю, що простягалася з району витоків до місця злиття з річкою Серет (Малий Серет),  підтверджують межові описи 1403 року, а також згадка в грамоті від 1431 року, де боярину Купчичу перейшла «половина от Красного» (усічення від  Красного Потоку) від Шандра, тобто Олександра. Таке ім’я мав старший син Балиці Мудрички, що згадується в грамоті 1403 року разом з батьком як співвласник чи правонаступник Красного Потоку.
Назва Красного Потоку у формі «Красна» вперше зафіксована у грамоті від 30 червня 1522 року, коли воєвода Стефан подарував Радівецькій єпископії пасіку Грузка, що була розташована на верху Красної. Міхай Костакеску вважав, що мова йде про потік Красна, на березі якого розкинулося однойменне поселення. Натомість Теодор Балан дотримувався думки, що у грамоті вказано село «Красна», яке він ототожнював з тим самим буковинським населеним пунктом над Серетелем.
Очевидно, що назва «Красна», тобто «гарна», тривалий час стосувалася як місцевої річки, так і розміщеного на її берегах поселення.

### Красна Путна і Красна Ільська
у 1613 році Філофтей, єпископ Гушський, викупив половину села Красна і подарував його Путнянському монастиреві. Натомість друга частина села продовжувала належати приватним власникам. Від Йордакія Кантакузено вона перейшла до його внука Думітрашка Урсакія, а згодом до капітана Олександра Ільського (Їльського), який у 1696 р. купив нижню частину села, відділену річкою. Його прізвище досі збереглося у назві Красноїльська. Верхня частина називалася Красна Путна, а нижня — Красна Ільська. В Красній Путні по дорозі до відомого монастиря в Путні (зараз територія Румунії) побував влітку 1871 р. великий румунський поет-романтик Міхай Емінеску.

### XIX століття по сьогодення
В XIX — на початку XX століття в цих краях мешкала велика німецька колонія.
Красноїльськ як окремий населений пункт виник в 1947 р., коли були об'єднані два сусідніх прикордонних села. У 1968 р. став селищем міського типу.
З 26 січня 2024 року Красноїльськ став селищем та має населення у 11 тисяч жителів. За новим законом Красноїльськ може претендувати на статус міста, якщо у громаді виявлять таке бажання. Відповідно до закону, у селах мало б проживати від 2 тисяч до 5 тисяч людей, у селищах до 10 тисяч, у містах – понад 10 тисяч.

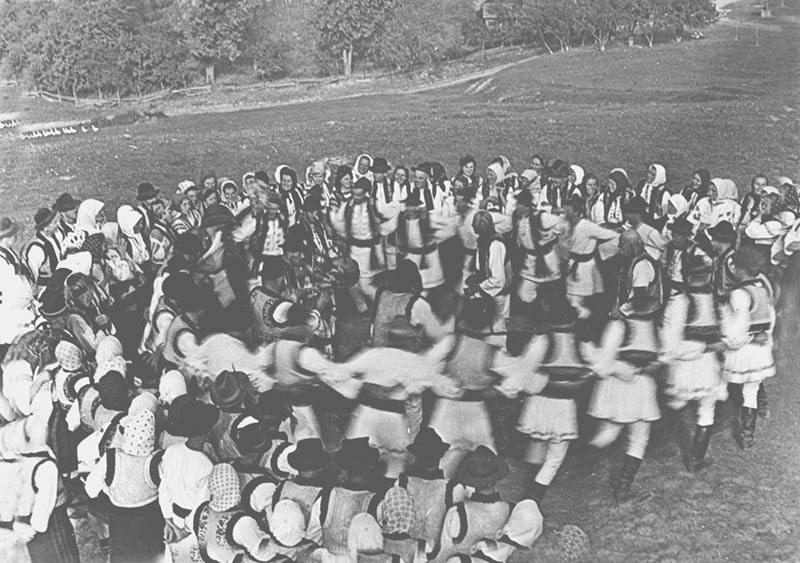
Сільське свято (1970-ті)
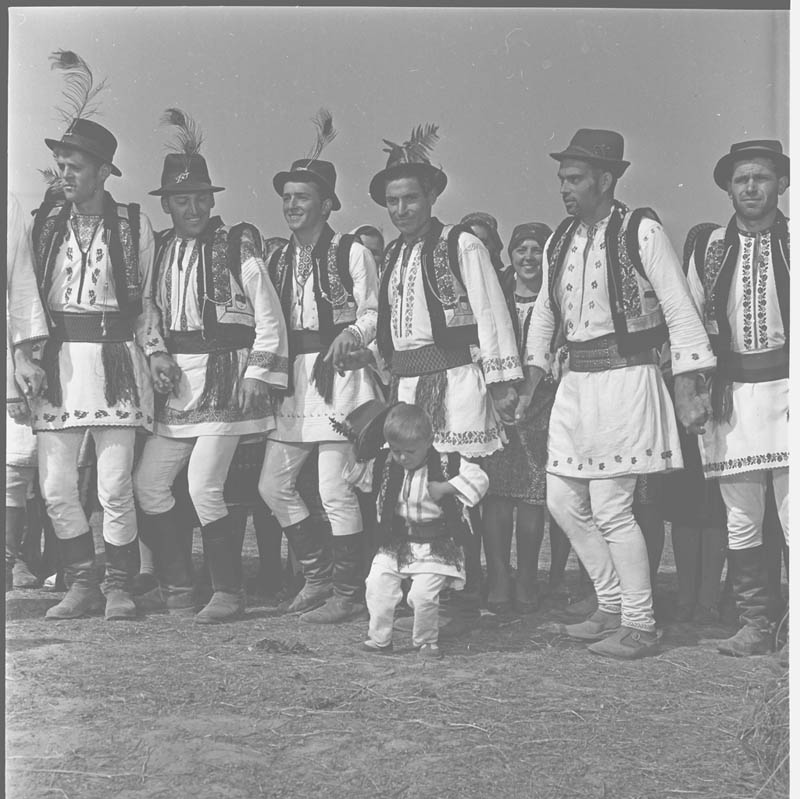
Сільське свято (1970-ті)

## Релігійні споруди

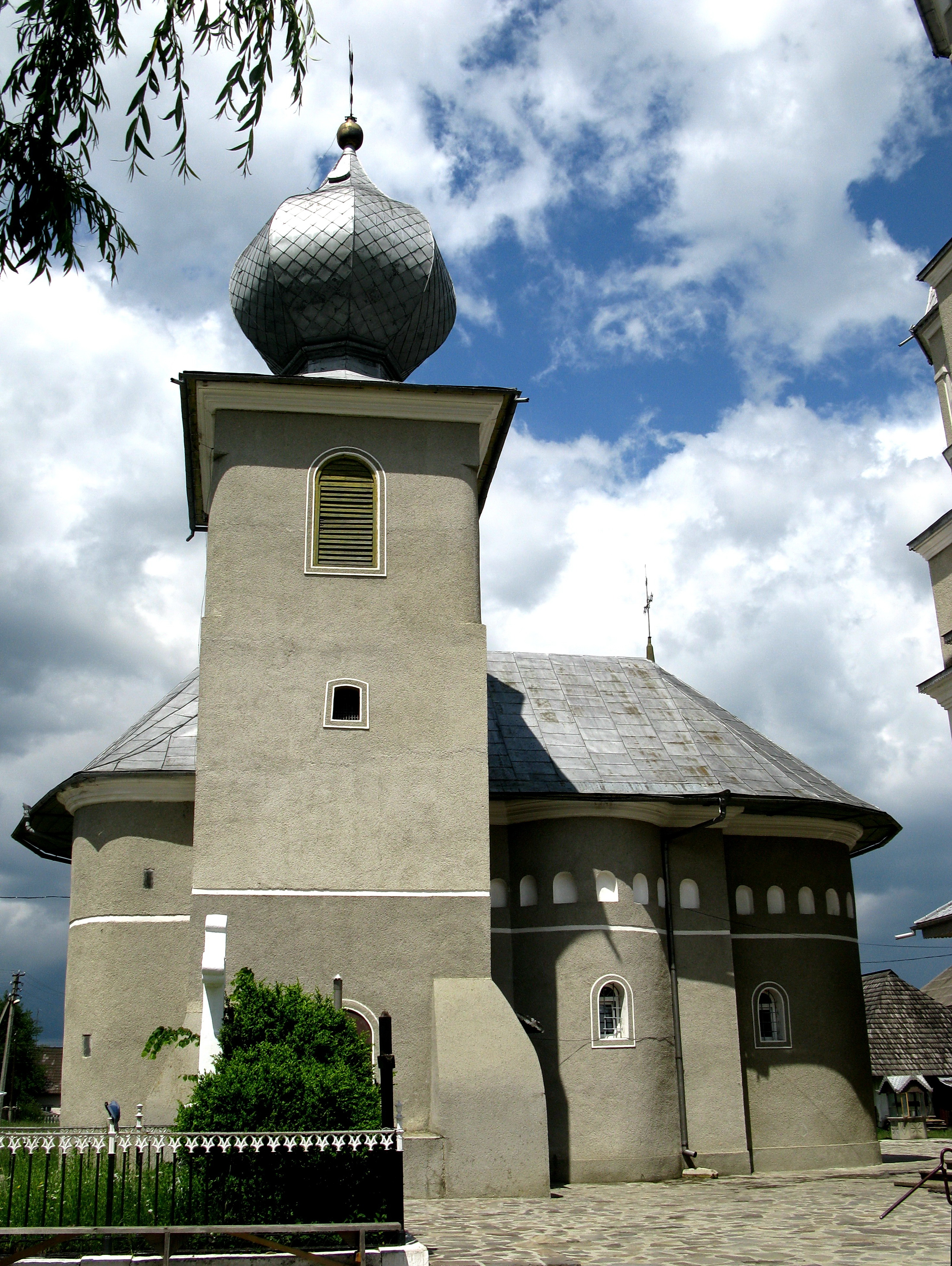
Стара церква Різдва Іоана Предтечі (1792 рік)

У центрі селища стоїть чимала сучасна мурована Покровська церква, в образі котрої виразно відчуваються відголоски стилю бринковяну. Церкву за проектом архітекторів Теодора Папашчіуця та Аурела Боєску спорудили всього за 18 місяців: почали будівництво наприкінці 1989 року, а вже 14 жовтня 1991 р. храм було освячено.
Поруч тулиться значно старіший мурований храм Різдва Іоана Предтечі з виразними рисами оборонної архітектури. Його дзвіниця схожа на оборонну башту, а невеликі вікна на бійниці. Такими храмами багата Південна Буковина (територія сучасної Румунії). Румунські джерела датують освячення старої церкви червнем 1792 р. і згадують її засновників, боярина Александру Ільскі (Alexandru Ilschi) та його дружину Ану.
Біля чепурних воріт церковного двору — каплиця під ґонтовим дахом. В Красноїльському храмі зберігається високошанована серед православних ікона «Житєдайне джерело».
В чималому куті Слатина, під лісом, діє православний жіночий монастир. Назва кута пов'язана з солонуватим смаком місцевої води: на Слатині дотепер збереглася 12-метрової глибини криниця з солоною водою, з якої бере початок річечка Солонець, притока Серетеля. По «біле золото» — сіль — на Слатину проїжджали з навколишніх поселень так званою «Бухарестською» дорогою (нині веде на територію Румунії). Ласа на солоне худоба залюбки п'є воду з Солонця.

## Інфраструктура
У селі розташована селищна гімназія.
В мальовничих околицях селища, серед невисоких гір і джерел з мінеральною водою, розташовано кілька баз відпочинку, протитуберкульозний диспансер.
В мисливському господарстві «Зубравиця» на волі живуть зубри.

## Населення
Дані про кількість населення дещо відрізняються: офіційно близько 9 тис. жителів, самі ж мешканці селища називають цифру в 11 тисяч.

### Чисельність
| 1930 | 1970 | 1979 | 1989 | 2001 | 2018   | 2022   |
| ---- | ---- | ---- | ---- | ---- | ------ | ------ |
| 5129 | 6448 | 7206 | 7817 | 9142 | 10 324 | 10 444 |

### Мова
Розподіл населення за рідною мовою за даними перепису 2001 року:
| Мова            | Кількість | Відсоток |
| --------------- | --------- | -------- |
| румунська       | 8451      | 92.64%   |
| українська      | 501       | 5.49%    |
| російська       | 132       | 1.45%    |
| польська        | 22        | 0.24%    |
| німецька        | 6         | 0.07%    |
| білоруська      | 1         | 0.01%    |
| єврейська       | 1         | 0.01%    |
| інші/не вказали | 8         | 0.09%    |
| Усього          | 9122      | 100%     |

## Красноїльська Маланка

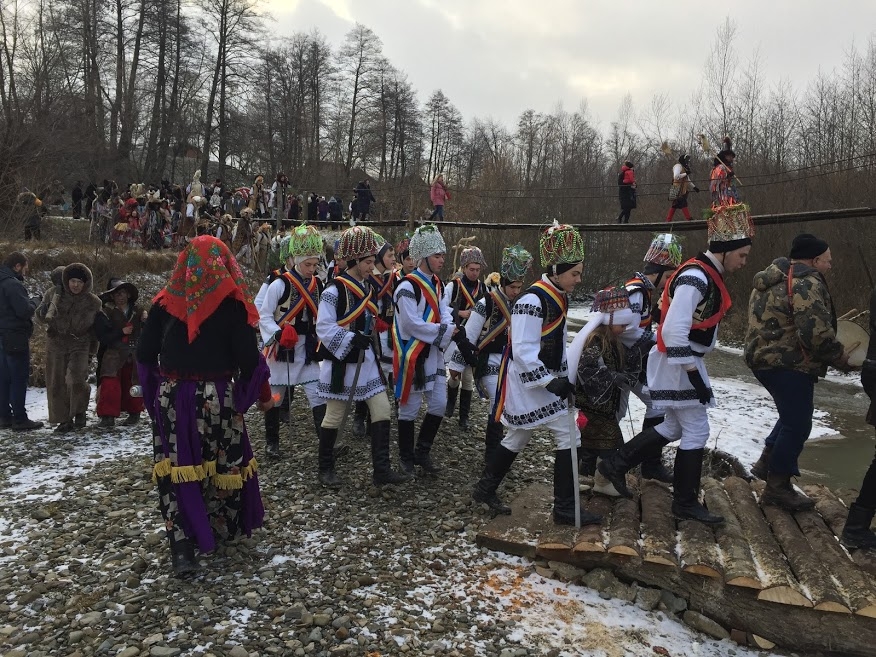
Красноїльська Маланка. Святкова хода спускається у долину. 2021 рік

Маланку у Красноїльську святкують 13-14 січня. Ключовою фігурою дійства Красноїльська Маланка є Ведмідь. Ведмедя водить Циган. Один Циган може водити зграю Ведмедів. Селище складається з 5 кутів (хуторів). Кожен з кутів виряджає свою ватагу на Маланку. Готуються до цього заздалегідь — роблять маски з пап‘є-маше, шиють костюми, виготовляють обладунки для Ведмедів.
Кожен хутір зберіг та відрізняється оригінальними рисами маланкарів: костюмом Ведмедів, одягом Цигана, рисами масок, набором персонажів, музичним супроводом. Ведмежі обладунки переважно робляться з очерету, соломи, рогози. Один такий наряд важить до 70 кг. Ведмеді з хуторів Верхня й Нижня Путня нагадують невеличкі копиці сіна. У Тражанах, Сусі та Дялі Ведмеді отримують різнобарвні широченні "крила".
Основні ролі у дійстві виконують молоді парубки. Щороку серед молодих парубків у кожному куті обирають двох Комендантів, які відповідають за все — від їжі для учасників й розподілу ролей до дотримання порядку серед маланкарів.
Учасники дійства спочатку обходять подвір’я на своєму кутку, а потім спускаються вниз, у долину, де всі разом, у форматі маскарадної ходи, рухаються в центр села. Загалом у маланкуванні бере участь близько 500 людей. Кожен рік у село приїжджають туристи аби стати свідками дійства.

## Галерея Красноїльської Маланки

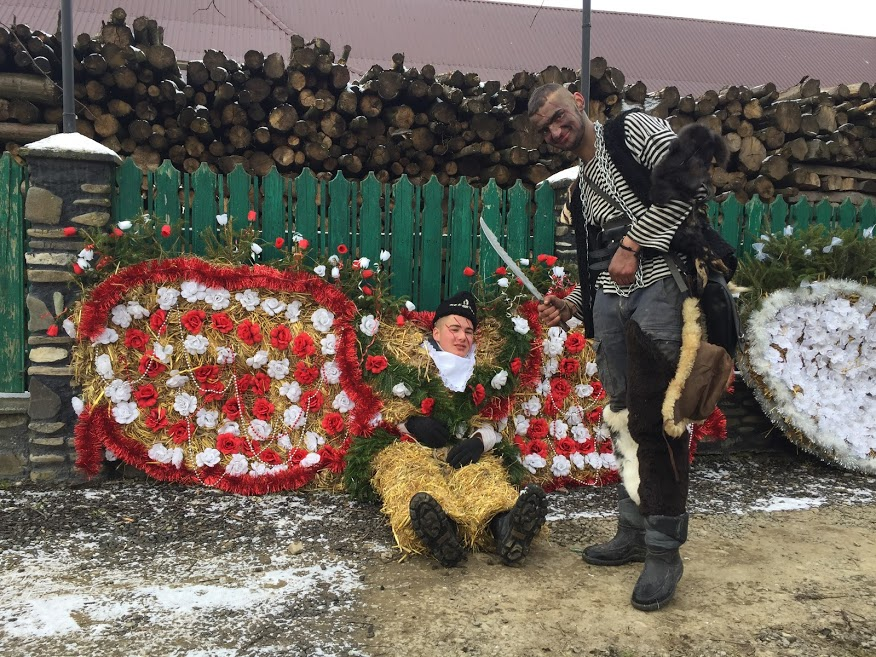
Красноїльська Маланка. Ведмідь й Циган. 2021 рік.
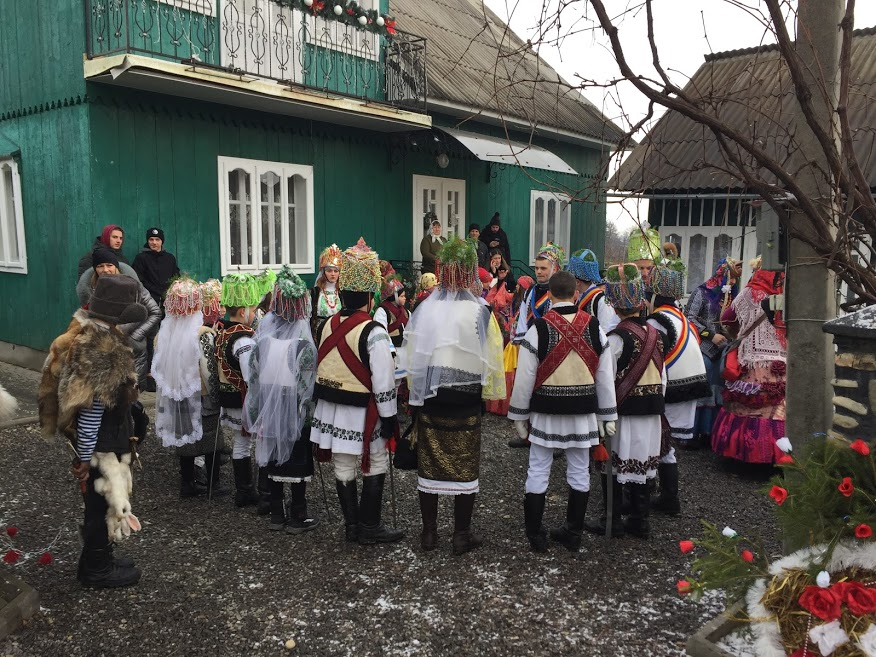
Красноїльська Маланка. 2021 рік
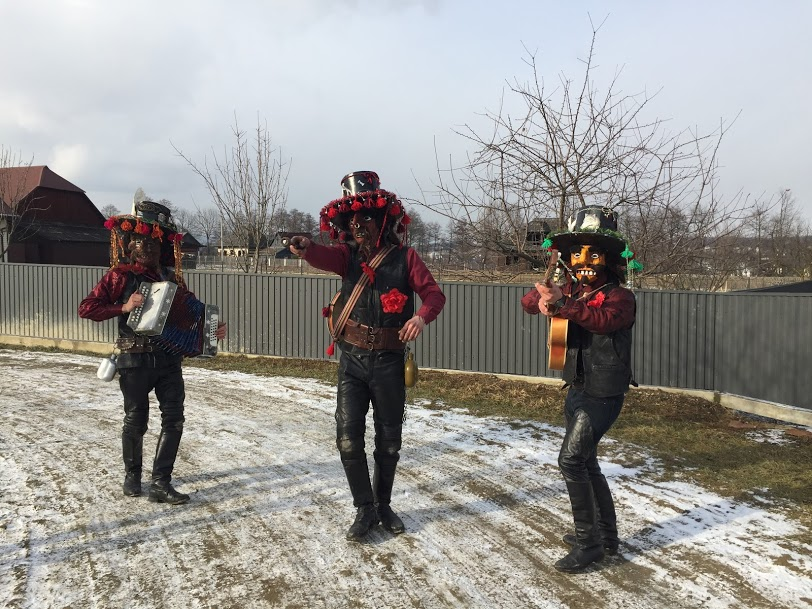
Персонажі дійства. 2021 рік.
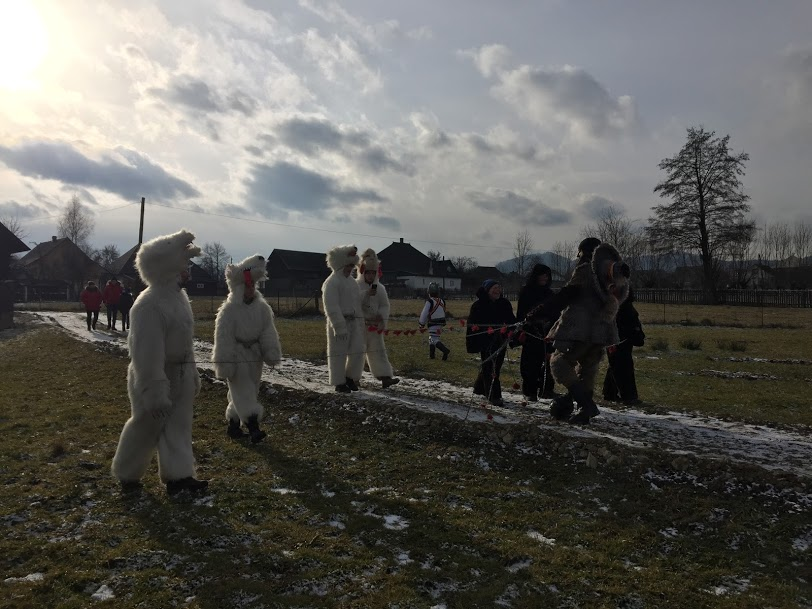
Циган й Ведмеді
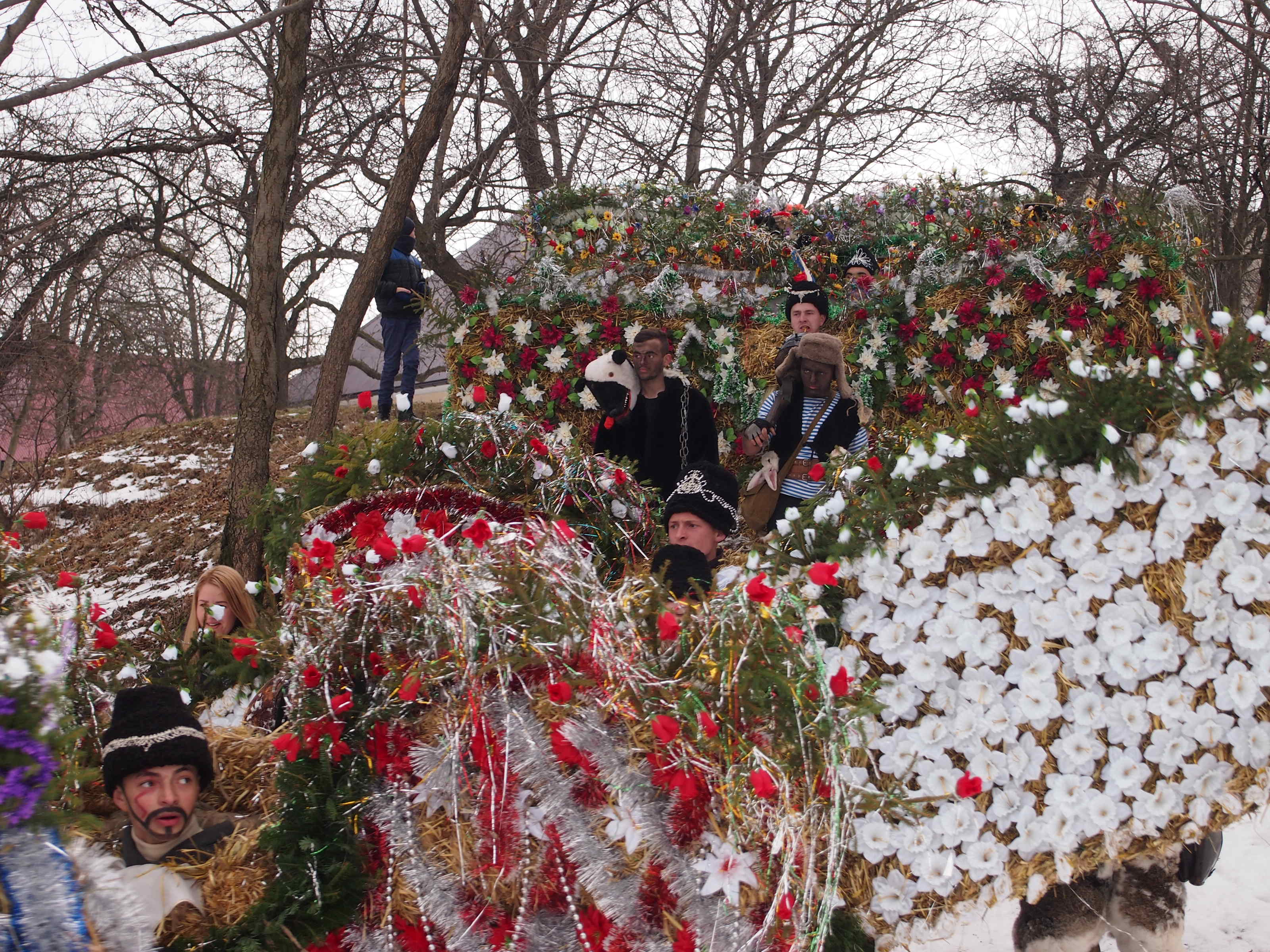
Карнавальна хода Красноїльської Маланки
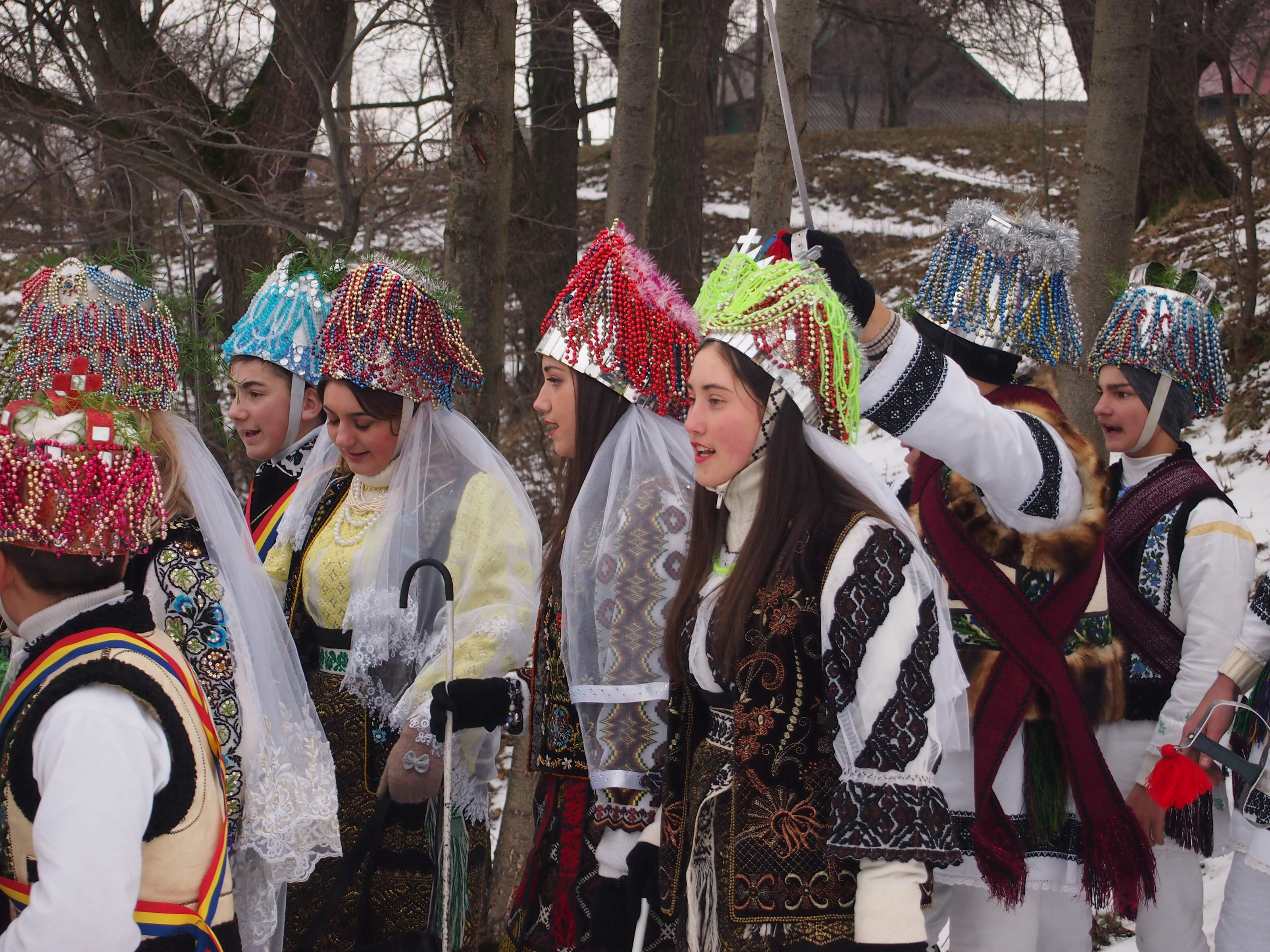
Карнавальна хода Красноїльської Маланки
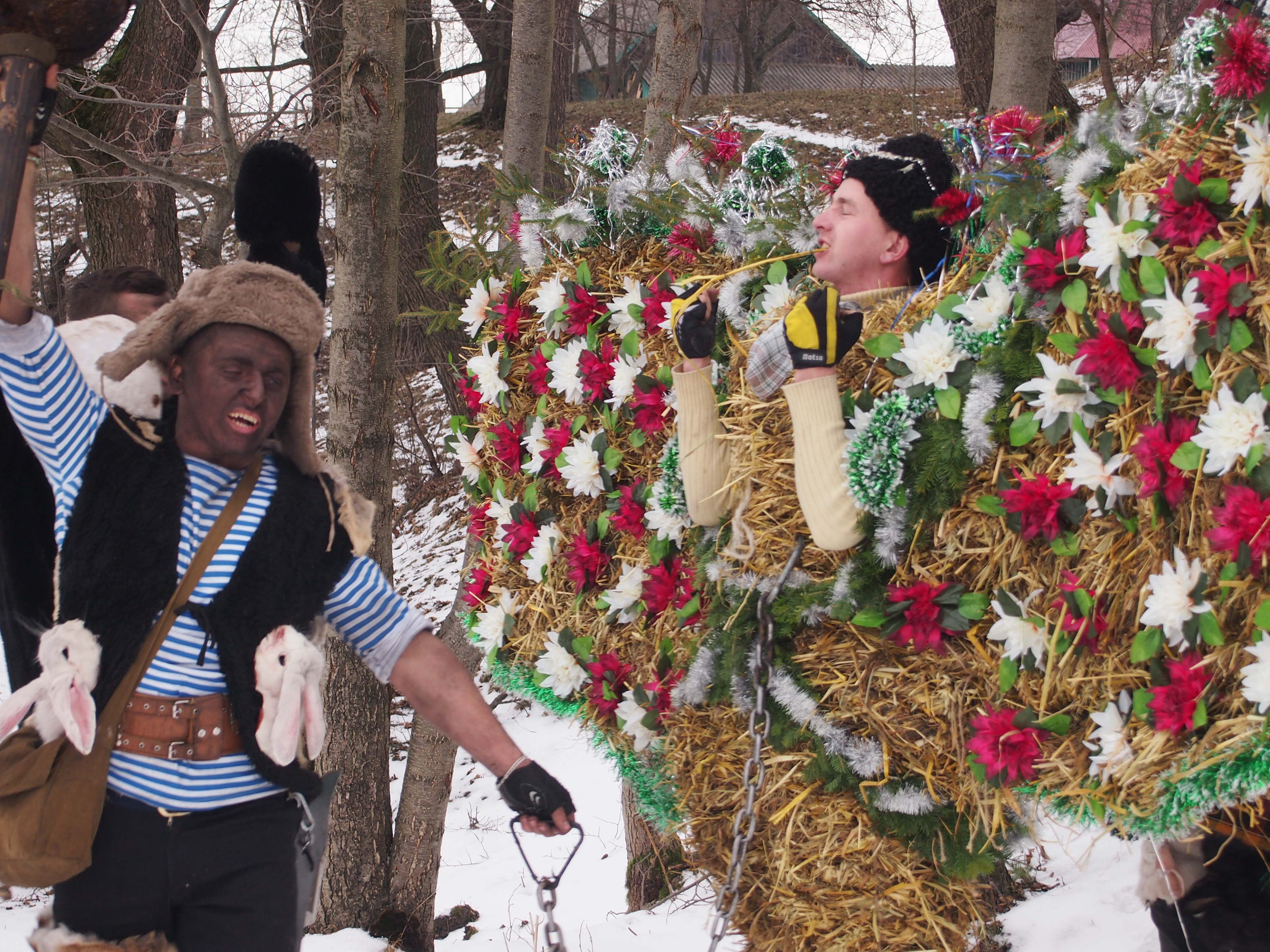
Вистава Красноїльської Маланки
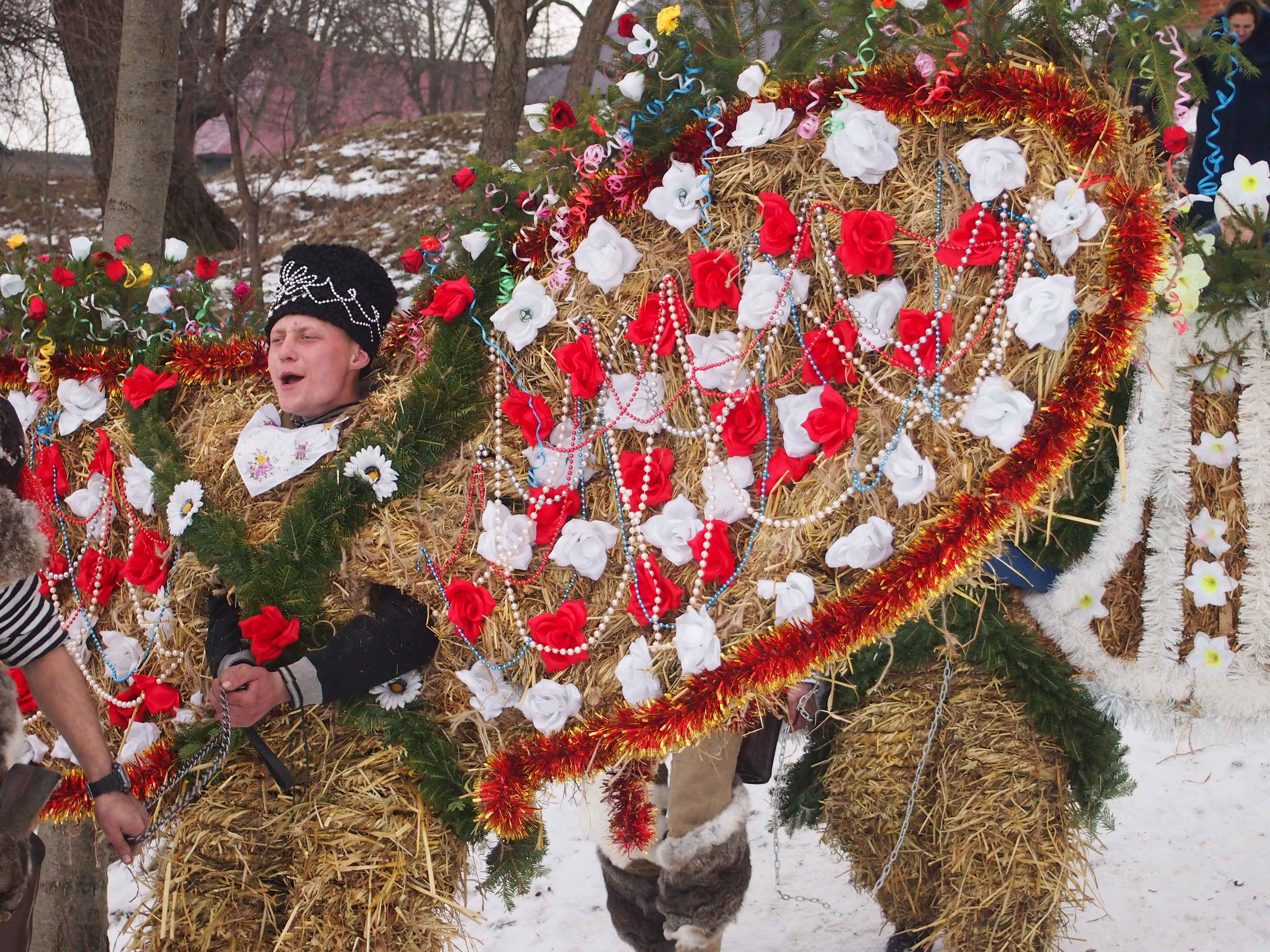
Карнавальна хода
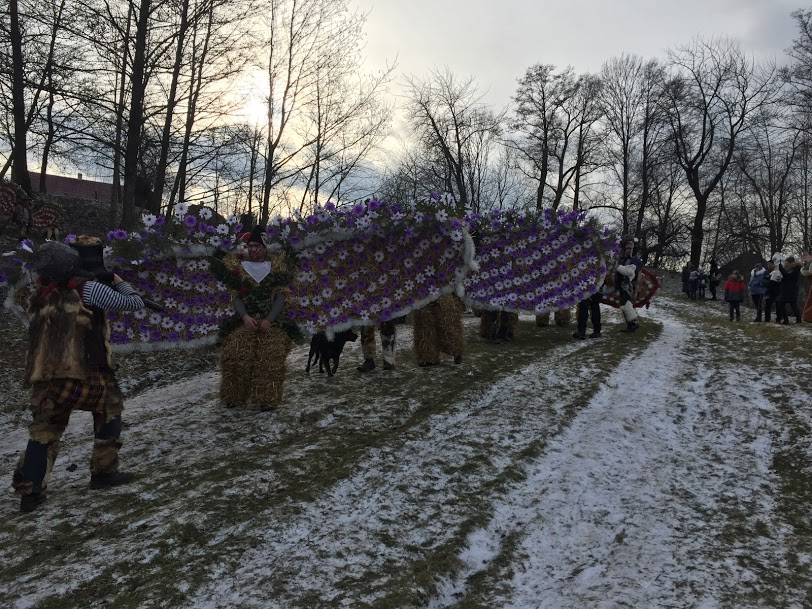
Ведмеді. 2021 рік
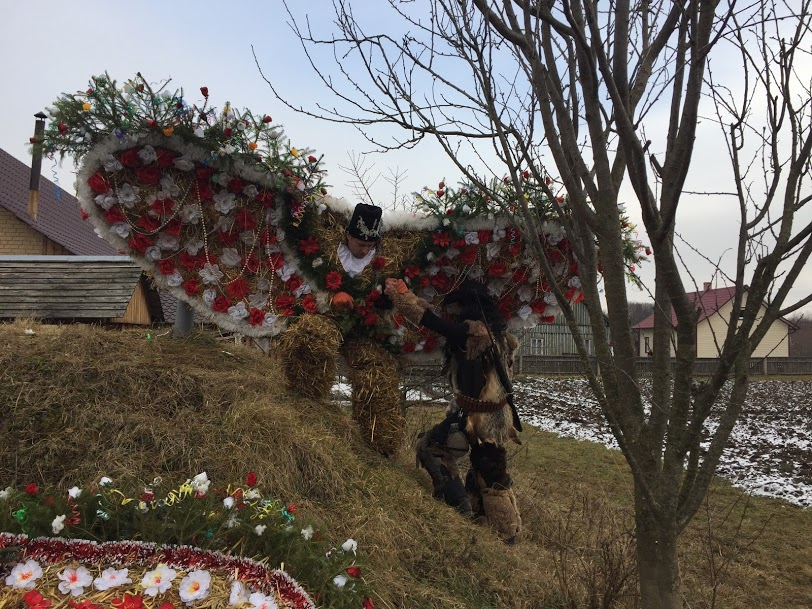
Ведмідь та Циган. 2021 рік.

## Постаті
- Бурачук Василь Васильович (1994—2017) — сержант Збройних сил України, учасник російсько-української війни.
- Іліуц Марія Степанівна- Співачка. Заслужений діяч мистецтв Молдови. Народилася 23.02.1954 р. у с. Красноїльськ Сторожинецького району. Співала у вокальній студії при деревообробному комбінаті, виступала у складі агіткультбригади. Навчалась у Чернівецькому культосвітньому училищі. Працювала художнім керівником Будинку культури у Красноїльську. Навчалася в інституті мистецтв ім. Г. Музическу. Виступала у складі Кишинівського фольклорного ансамблю «Штефан-Воде», ансамблі «Бусуйок молдовенеск», співпрацювала з оркестром радіо та телебачення, ансамблями «Жок» і «Мугурел». Володарка «Гран-прі» на Міжнародному конкурсі популярної музики (1989), фестивалі пам'яті Тамари Чабану, на Міжнародному конкурсі Чабанської пісні у Бухаресті (1995), на Міжнародному конкурсі румунської пісні (1996).